# Valaam
Valaam (in russo Валаам; in careliano Valamoi; in finlandese Valamo) è l'isola maggiore dell'arcipelago di Valaam situato nella parte settentrionale del lago Ladoga. Amministrativamente fa parte del Sortaval'skij rajon della Repubblica di Carelia, nel Circondario federale nordoccidentale, in Russia.
Sull'isola si trova l'omonimo villaggio e il monastero di Valaam. L'isola è una popolare destinazione turistica.

## Geografia
Il territorio dell'isola rappresenta oltre i 2/3 dell'intero arcipelago di Valaam. L'isola è lunga 9,6 km e larga 7,8 km e ha una superficie di circa 27,8 km². La sua altezza massima è di 42 m. La distanza dalla costa più vicina è di 22 km. La costa di Valaam è fortemente frastagliata con profonde baie che si insinuano nell'isola e molte piccole isole adiacenti. Lungo il lato nord-occidentale si trova l'isola di Skitskij, seconda isola per grandezza dell'arcipelago di Valaam.
La città più vicina è Sortavala (Сортавала), a 42 km. San Pietroburgo dista 220 km via acqua (di cui 40 km lungo il fiume Neva) e 316 km su strada. A sud-sud-ovest, alla distanza di 60 km si trova l'isola Konevec, a est, presso la costa nord-orientale del lago si trova Mantsinsaari.

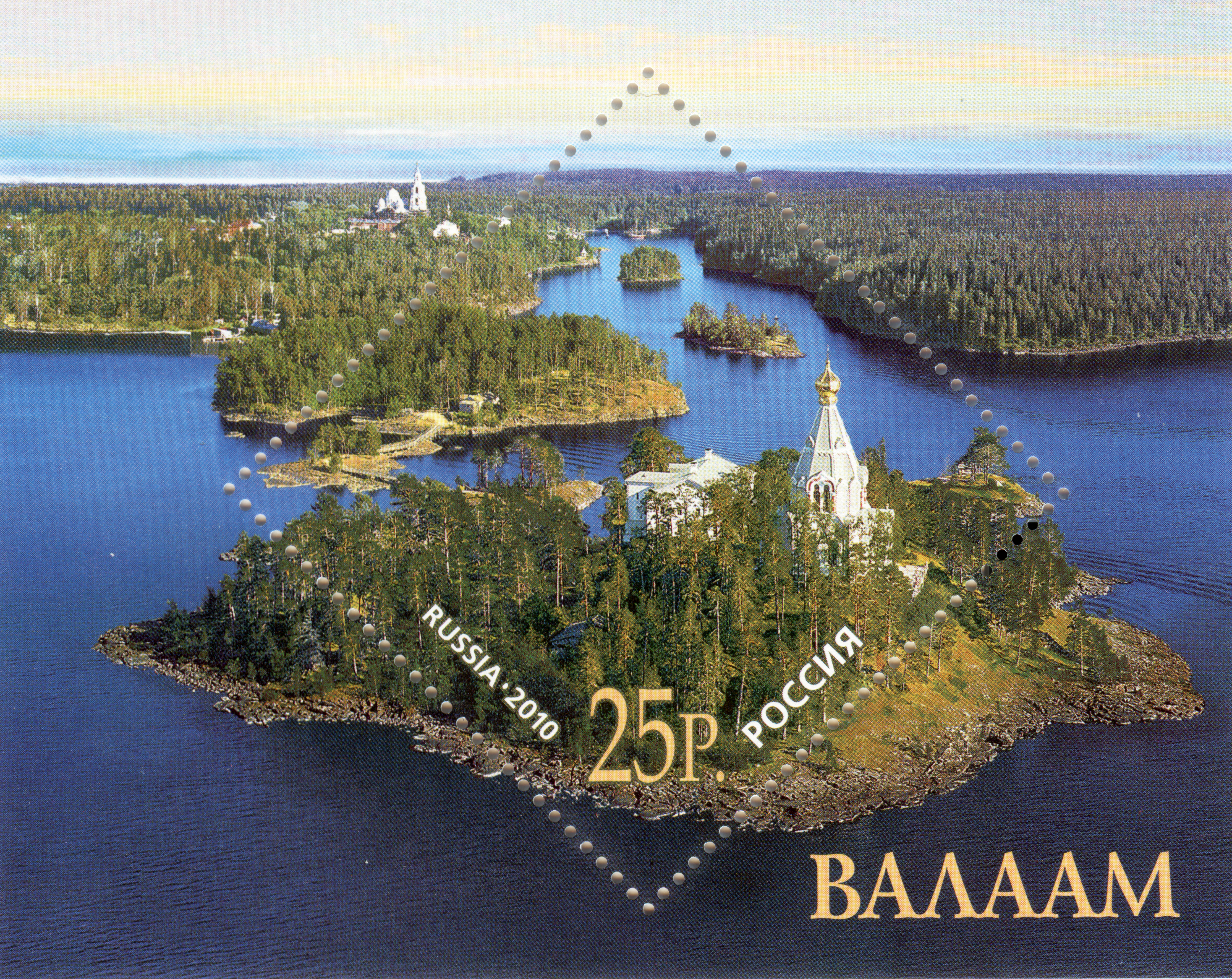
Francobollo russo del 2010 da 25 rubli

## Storia
La natura di Valaam ha ispirato famosi artisti come Ivan Ivanovič Šiškin (“Veduta di Valaam”, 1860), Archip Ivanovič Kuindži (“Sull'isola di Valaam”, 1873), Nikolaj Konstantinovič Rerich (“Isola santa”, 1917); scrittori e poeti quali Nikolaj Semënovič Leskov e Fëdor Ivanovič Tjutčev. Hanno visitato l'isola, tra gli altri, Aleksej Nikolaevič Apuchtin, Ivan Sergeevič Šmelëv, il compositore Pëtr Il'ič Čajkovskij, gli scienziati Nikolaj Miklucho-Maklaj e Dmitrij Ivanovič Mendeleev, e lo scrittore Alexander Dumas padre durante il suo viaggio in Russia.